# Устанак Болотњикова
Устанак Болотњикова (1606—1607) био је саставни део Времена Смутње у Русији.

### Увод
Везивање сељака за земљу у Русији крајем 16. века (указима Бориса Годунова из 1592. и 1597.), велика глад 1601-1603. као и безвлашће и пољска интервенција после смрти Бориса Годунова 1605. довели су до стихијског устанка сељака на југу Русије 1606. Лажни Димитрије, пољски експонент, ушао је 17. маја 1606. у Москву и прогласио се за цара. Убрзо је убијен у бољарској завери, а за цара је проглашен утицајни бољар Василије Шујски. 

### Устанак
Нови цар преузео је власт у Москви, али је смрт Лажног Димитрија била окидач, и легални изговор, за масовну побуну свих слојева у Русији: како међу поробљеним и гладним сељацима, тако и међу осиромашеном ситном властелом. На цара Василија и "зле бољаре" устали су:
- сељаци-кметови и робови (под вођством Ивана Болотњикова, бившег кмета кога су Татари продали Млечанима, где је изучио војнички занат и вратио се у Русију преко Пољске).
- козаци са Волге и Запорошки козаци (под вођством Илејке Муромеца, "лажног царевића Петра", и атамана Ивана Заруцког).
- ситна властела из Рјазања, Туле и Северије (под командом војвода Љапунова и Пашкова).

У војсци устаника највише је било кметова, али и ситне властеле, стрелаца, козака, па чак и племића незадовољних бољарским царем Василијем. Разноликост социјалног састава војске негативно се одразила на њену организацију: у основи скуп самосталних одреда, који су често одбијали да се потчине Болотњикову, бившем кмету који се називао "војводом цара Димитрија".

### Ратне операције

#### Поход на Москву
У лето 1606. војвода Путивља, кнез Шаховски, и козак Иван Болотњиков, издајући се за "војводу цара Димитрија", подигли су устанак против Василија Шујског. Устаници су окупили неколико хиљада сељака, удружили се са одредима Запорошких козака који су били у служби Лажног Димитрија и кренули из Северије (југозападна област Русије око Черњигова) на Москву, да врате на престо "законитог цара Димитрија", у чију смрт народ није веровао, подстакнут од преживелих следбеника Лажног Димитрија. Успут је Болотњиков, у име цара Димитрија, издавао прогласе робовима и сиромасима да побију бољаре и трговце, обећавајући им бољарска имања. Устаници су уништили царску војску од 8.000 људи августа 1606. код Кроме, а затим поново у септембру код Калуге. Удруживши се са одредима властеле из Туле и Рјазања, устаници су поново разбили царску војску код Коломне и 7. октобра 1606. опсели Москву са 35-80.000 људи. 

#### Раздор међу устаницима
Међутим, привучени обећањима и уплашени устанком сељака, племићи у току опсаде прелазе цару: почетком децембра 1606, ојачана царска војска је разбила опсаду Москве и опсела устанике у Калуги. Истовремено, независни устанци козака захватили су басен Волге и Астрахан. Болотњиков је бранио Калугу пуна 3 месеца, а затим је у пролеће 1607. добио помоћ од поволшких козака које је водио Илејка Муромец и заузео Тулу. Окупивши око 30.000 људи, Болотњиков је у мају 1607. поново кренуо на Москву, али је почетком јуна 1607. потучен на реци Восми, (око 100 km североисточно од Туле), и на реци Вороњи (близу Туле.). Око 10.000 преживелих устаника затворило се у Тулу, која је освојена након 4 месеца опсаде.

### Последице
Устаници су потучени, а Иван Болотњиков погубљен, али Време Смутње није било готово: преживели устаници под вођством атамана Ивана Заруцког придружили су се војсци Лажног Димитрија II, који је у лето 1607. подигао нову побуну против Василија Шујског.